# Periscepsia meyeri
Periscepsia meyeri là một loài ruồi trong họ Tachinidae.